# اتفاقية التبادل السكاني بين اليونان وتركيا 1923

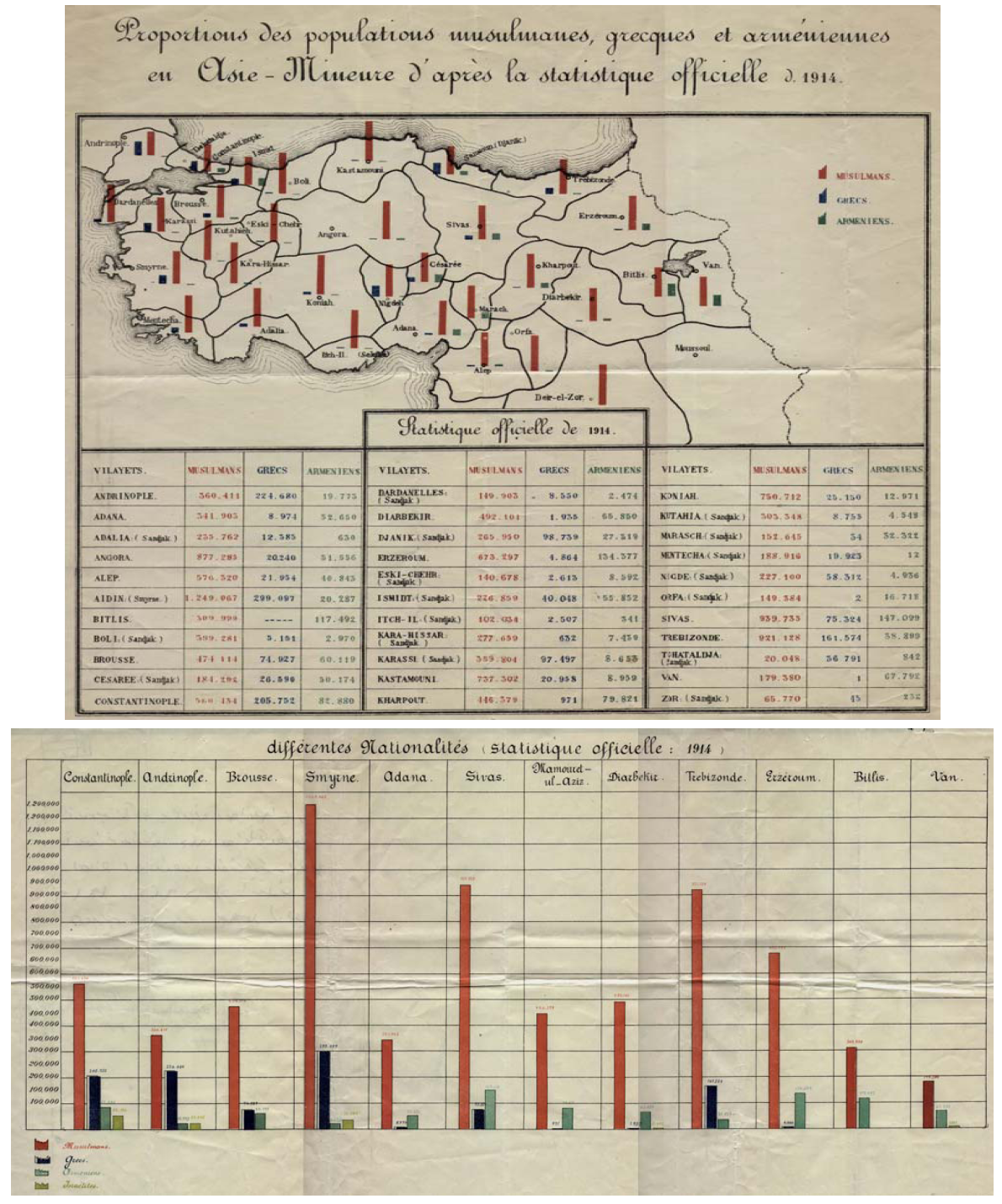
وثيقة تظهر الأرقام الرسميّة للتعداد السكاني عام 1914 للدولة العثمانيّة، التعداد الكلّي 20,975,345 (يتضمن أهل الذمة) منهم 1,792,206 يوناني.

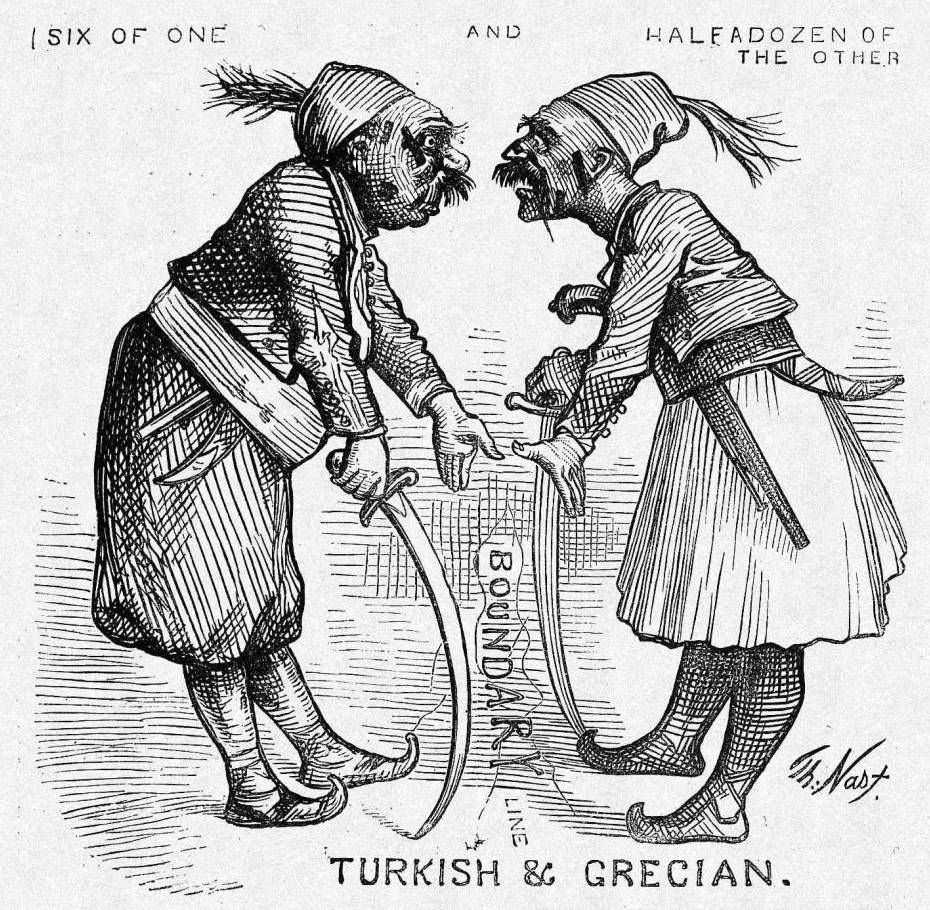
كاريكتير ساخر عن تبادل السكاني بين البلدين.

اتفاقية التبادل السكاني بين اليونان وتركيا 1923، هي اتفاقية جاءت إثر «الاتفاقية المتعلقة بتبادل السكان اليونانيين والتركيين» الموقعة في لوزان، سويسرا، في 30 يناير عام 1923، من قبل حكومتي اليونان وتركيا. شملت ما لا يقل عن 1.6 مليون شخصًا (1,221,489 أرثوذكسيًا يونانيًا من آسيا الصغرى (الأناضول)، وتراقيا الشرقية، وجبال بونتيك، والقوقاز، و 355,000-400,000 مسلمًا من اليونان)، معظمهم أُجبروا على اللجوء قسريًا ونزعت جنسيات أوطانهم عنهم بحكم القانون.
جاء الطلب الأولي لتبادل السكان من رئيس الوزراء اليوناني إلفثيريوس فينيزيلوس، وهي خطة فكر بها في وقت سابق، حتى قبل الحرب العالمية الأولى، لحل الخلافات بين البلدين. في رسالة قدمها إلى عصبة الأمم في 16 أكتوبر عام 1922، اقترح فينيزيلوس «التبادل الإلزامي للسكان اليونانيين والأتراك»، وطلب من فريتيوف نانسين اتخاذ الترتيبات اللازمة. رأت الدولة الجديدة في تركيا أيضًا التبادل السكاني وسيلةً لإضفاء الطابع الرسمي على هروب الشعوب الأرثوذكسية اليونانية الأصلية وجعله نهائيًا بعد الإبادة الجماعية التي ارتكبوها ضدهم (1914-1922)، في أثناء البدء بهجرة جماعية جديدة لعدد أقل (400,000) من المسلمين من اليونان كطريقة لتزويد قرى تركيا الأرثوذكسية اليونانية التي أصبحت خاوية بمستوطنين جدد؛ في الوقت نفسه، اعتبرت اليونان أنها وسيلة لتعطي اللاجئين الأرثوذكس اليونانيين من تركيا الذين لا ممتلكات لهم أراضي المسلمين المطرودين.
لم يكن هذا التبادل السكاني الإلزامي الكبير، أو الطرد المتبادل المتفق عليه، قائمًا على اللغة أو الإثنية، بل على الهوية الدينية، وشمل تقريبًا جميع المواطنين المسيحيين الأرثوذكس الأصليين في تركيا (الملة الرومية «الرومان/البيزنطيون»)، حتى المواطنين الأرثوذكس الناطقين بالتركية، وعلى الجهة الأخرى شمل معظم المسلمين الأصليين في اليونان، حتى المواطنين المسلمين الناطقين باليونانية، مثل أتراك كريت. كانوا جميعهم مواطنين في بلدانهم، ومعظمهم من الشعوب الأصلية للدولة التي تسعى إلى طردهم، ولم يكن لأي منهم تمثيل في الدولة التي تدعي التحدث باسمهم في اتفاقية التبادل.

## الأرقام المقدرة
بحلول نهاية عام 1922، كانت الغالبية العظمى من سكان آسيا الصغرى اليونانيين قد فرّوا من الدولة التركية الجديدة بسبب الإبادة الجماعية اليونانية (1914-1922) التي تعرضوا لها، بالإضافة إلى الهزيمة اللاحقة للجيش اليوناني في الحرب اليونانية التركية (1919-1922).
وفقًا لبعض الحسابات، وصل نحو 900,000 يوناني إلى اليونان خلال خريف عام 1922. وفقًا لفريتيوف نانسين، وقبل المرحلة النهائية، كان ثلث اللاجئين اليونانيين في عام 1922 البالغ عددهم 900,000 قادمين من تراقيا الشرقية، بينما كان الثلثان الآخران من آسيا الصغرى.
ذكر الإحصاء الرسمي العثماني للسكان لعام 1914 أن هناك 13.4 مليون مسلم، و 1.2 مليون أرمني، و 1.8 مليون يوناني (دون إحصاء 600,000 مسيحي آشوري، نصفهم في تركيا الحالية)، وسجلوا عددًا أقل من 1,200,000 مسيحي (2.1 مليون يوناني، و 1.9 مليون أرمني، و 0.4 مليون أشوري)، ليكون العدد الكلي 4.4 مليون. كان التقييم العثماني لعدد السكان المسيحيين البالغ 3 ملايين نسمة ضمن الحدود الحالية لتركيا في الواقع 4.4 مليون من إجمالي 17.5 مليون. كان تعداد المسيحين في الواقع يبلغ نحو 25% من السكان في عام 1912، لا 18.9% وفقًا للإحصاء. كان تعداد السكان في بلدان المشرق والعراق الناطقة بالعربية الخاضعة للحكم العثماني نحو 7.5 مليون شخصًا، منهم 1.6 مليون مسيحي، ما جعل العدد الإجمالي للمسيحيين في الإمبراطورية أقل بقليل من 6 ملايين أو أقل بقليل من 24%.
قد يصل تقدير اليونانيين الذين عاشوا في الحدود الحالية لتركيا في عام 1914 إلى 2.130 مليون، وهو رقم أعلى من 1.8 مليون يوناني في الإحصاء العثماني لعام 1910 الذي شمل تراقيا الغربية، ومقدونيا، وإيبروس، بناءً على عدد اليونانيين الذين غادروا إلى اليونان قبيل الحرب العالمية الأولى، والذي كان 1.3 مليون شخصًا وصلوا عبر التبادل السكاني عام 1923، وقُتل ما يقدر بـ300-900,000. يشير العدد المنقح إلى 620,000 في تراقيا الشرقية بما في ذلك القسطنطينية (260,000، ما يعادل 30% من سكان المدينة)، و 550,000 من يونان بونتيك، و 900,000 من يونان الأناضول، و 60,000 من يونان كبادوكيا. بلغ عدد الوافدين إلى اليونان من التبادل 1,310,000: 260,000 من تراقيا الشرقية (100,000 غادروا بالفعل بين 1912-1914 بعد حروب البلقان)، و 20,000 من الشاطئ الجنوبي لبحر مرمرة، و 650,000 من الأناضول، و 60,000 من كبادوكيا، و 280,000 من يونان بونتيك، و 40,000 غادروا القسطنطينية (سُمح لليونانيين هناك بالبقاء، ولكن الذين فروا خلال الحرب لم يُسمح لهم بالعودة).
بالإضافة إلى 50,000 يوناني جاؤوا من القوقاز، و 50,000 من بلغاريا، و 12,000 من القرم، أي ما يقرب من 1,42 مليون من جميع المناطق. بقي 340,000 يوناني في تركيا، 220,000 منهم كانوا في إسطنبول في عام 1924.
إن الرقم الأكثر شيوعًا لليونانيين العثمانيين الذين قتلوا منذ عام 1914 وحتى عام 1923 يتراوح بين 300,000 و 900,000. طيلة الفترة ما بين 1914 و 1922 ولكل أنحاء الأناضول، تتراوح التقديرات الأكاديمية لعدد القتلى بين 289,000 و 750,000. اقترح العالم السياسي آدم جونز الرقم 750,000. جمع الباحث رودولف روميل أرقامًا مختلفة من عدة دراسات لتقدير الحدود الدنيا والعليا لعدد القتلى بين عامي 1914 و 1923. تُقدر إبادة 384,000 يوناني منذ عام 1914 وحتى عام 1918، و 264,000 منذ عام 1920 وحتى عام 1922. يصل العدد الإجمالي إلى 648,000. روميل آر. جاي. «إحصائيات الإبادة الجماعية في تركيا، تقديرات وحسابات ومصادر». جامعة هاواي. أعيد البحث 15 أبريل 2015. الجدول 5.1 ب. هينتون، ألكسندر لابان؛ بوانت، توماس لا؛ إرفين إريكسون، دوغلاس (2013). الإبادة الجماعية الخفية: السلطة والمعرفة والذاكرة. مطبعة جامعة روتجرز. ص. 180. رقم الكتاب المعياري الدولي 9780813561646. «قدّر الخبير الأول في إحصاءات الإبادة الجماعية، رودولف روميل، أنه في الفترة بين عامي 1914 و1918، أباد العثمانيون ما يصل إلى 384,000 من اليونانيين، بينما في الفترة بين عامي 1920 و 1922، قُتل 264,000 يوناني على يد القوميين». كتب المؤرخ قسطنطين جي هاتزيديميتريو أن «فقدان الأرواح بين اليونانيين من الأناضول خلال فترة الحرب العالمية الأولى وحصيلتها بلغ تقريبًا 735,370 ». ربما كان عدد سكان اليونانيين قبل الحرب أقرب إلى 2.4 مليون. تتراوح أعداد الأرمن الذين قُتلوا بين 300,000 و 1.5 مليون شخص. أشارت الإحصائيات العثمانية الرسمية التي جمعت للفترة ما بين 1915 و 1917-1918 إلى 800,000 قتيل. قُدّر عدد الآشوريين بـ275-300,000.
بحلول عام 1924، انخفض عدد السكان المسيحيين في تركيا من 4.4 مليون في عام 1912 إلى 700,000 (قُتل 50% من المسيحيين الموجودين قبل الحرب)، و 350,000 أرمني، و 50,000 من الأشوريين، والباقي من اليونانيين، 70% منهم في القسطنطينية؛ بحلول عام 1927، انخفض العدد إلى 350,000، معظمهم في إسطنبول. في العصر الحديث، انخفضت نسبة المسيحيين في تركيا من 20-25% في عام 1914 إلى 3-5.5% في عام 1927، ثم إلى 0.3-0.4% اليوم. كان هذا بسبب الأحداث التي أثرت بشكل كبير في بنية المجتمع الديمغرافية، مثل الحرب العالمية الأولى، والإبادة الجماعية للسريان، والآشوريين، واليونانيين، والأرمن، والكلدان، واتفاقية التبادل السكاني بين اليونان وتركيا عام 1923.

## انظر أيضًًا
- الحرب التركية اليونانية (1919–1922)
- مذابح اليونانيين البونتيك
- يونانيون بنطيون
- كارامانليدس
- أتراك كريت
- مذابح الأرمن